# Microlinyphia dana
Microlinyphia dana is een spinnensoort in de taxonomische indeling van de hangmatspinnen (Linyphiidae).
Het dier behoort tot het geslacht Microlinyphia. De wetenschappelijke naam van de soort werd voor het eerst geldig gepubliceerd in 1943 door Ralph Vary Chamberlin  & Wilton Ivie.